# Epidendrum stictoglossum
Epidendrum stictoglossum är en orkidéart som beskrevs av Eric Hágsater och D.Trujillo. Epidendrum stictoglossum ingår i släktet Epidendrum och familjen orkidéer.
Artens utbredningsområde är Peru. Inga underarter finns listade i Catalogue of Life.